# Нулевая терпимость к COVID-19

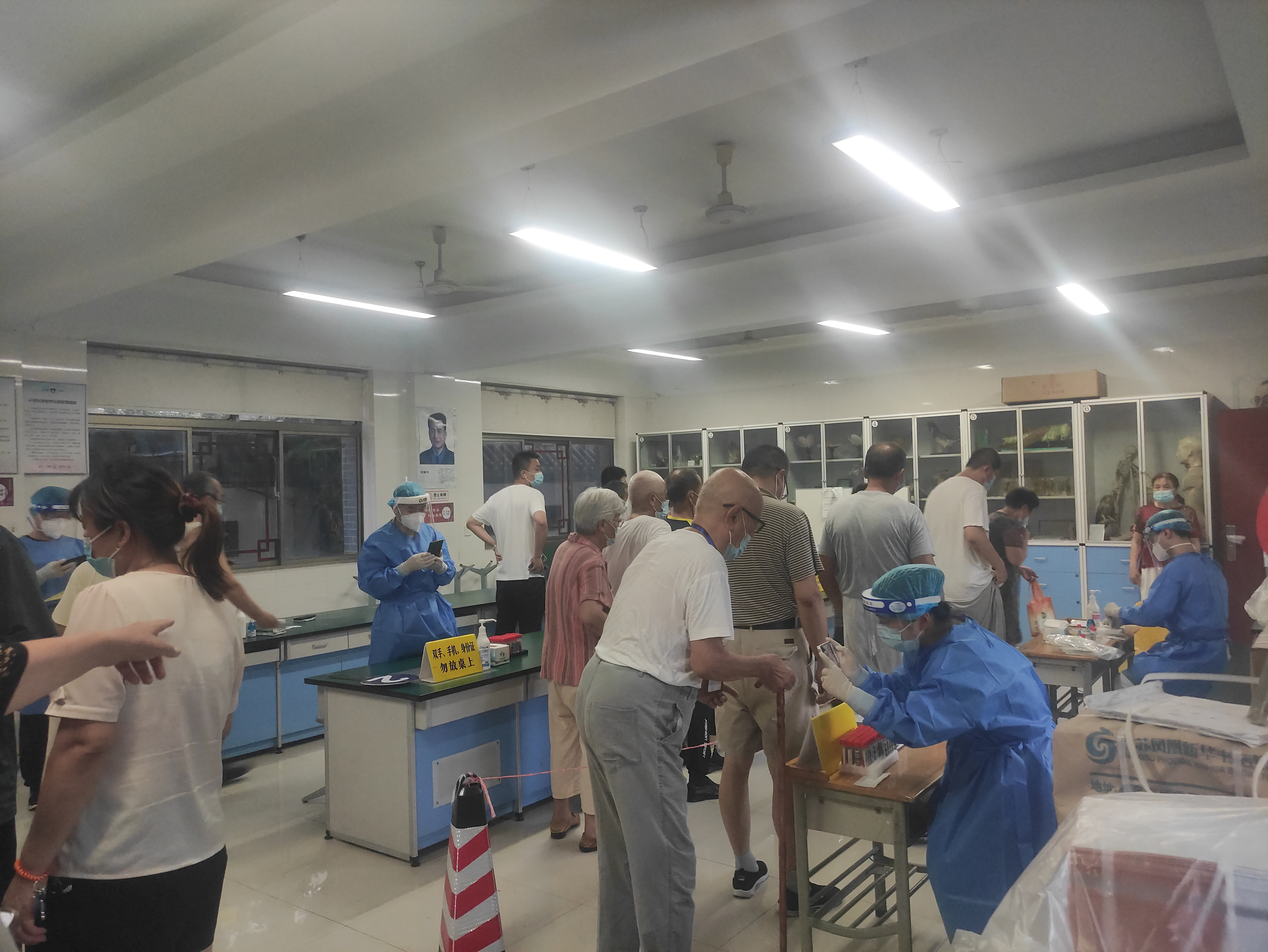
Тестирование Covid-19 в начальной школе Dingjiaqiao, Нанкин, Китай. 15 августа 2022 года.

«Нулевой COVID», также известен как «Нулевая терпимость к COVID-19» и «Поиск, тестирование, отслеживание, изоляция и поддержка» (FTTIS) — это политика общественного здравоохранения, которая была реализована некоторыми странами во время пандемии COVID-19.
Цель стратегии — свести к нулю число новых случаев заражения и возобновить нормальную экономическую и социальную деятельность.
В отличие от стратегии «Жить с COVID-19», «Нулевой COVID» — это политика «контроля и максимального подавления». Она предполагает использование мер общественного здравоохранения, таких как отслеживание контактов, массовое тестирование, карантин, локдауны и программное обеспечение (например, мобильные приложения) для смягчения последствий, чтобы остановить передачу COVID-19 между людьми сразу после его обнаружения.
Стратегия нулевого COVID состоит из двух этапов: начального этапа подавления, на котором вирус уничтожается на местном уровне с помощью агрессивных мер общественного здравоохранения, и этапа устойчивого сдерживания, на котором возобновляется нормальная экономическая и социальная деятельность и используются меры общественного здравоохранения для сдерживания новых вспышек до их широкого распространения.
Эта стратегия в той или иной степени использовалась Австралией, Бутаном, Канадой, материковым Китаем, Гонконгом, Макао, Монтсерратом, Черногорией, Новой Зеландией, Северной Кореей, Северной Ирландией, Сингапуром, Шотландией Южной Кореей,, Тайванем,, 
Тимором, Тонга и Вьетнамом. 

С конца 2021 года из-за проблем, связанных с повышенной трансмиссивностью вариантов Дельта и Омикрон, а также появления вакцин, большинство стран перестали придерживаться стратегии «нулевого COVID». 
По состоянию на ноябрь 2022 года Макао, Северная Корея и материковый Китай[уточнить] всё еще придерживаются стратегии нулевого COVID.
Эксперты проводят различие между стратегией «нулевого COVID», которая представляет собой стратегию элиминации, и стратегиями смягчения, которые пытаются уменьшить влияние вируса на общество, но при этом допускают определенный уровень передачи вируса в обществе.
Сторонники нулевого COVID указывают на гораздо более низкие показатели смертности и более высокий экономический рост в странах, где проводилась элиминация в первые 12 месяцев пандемии (то есть до начала широкой вакцинации), по сравнению со странами, где проводилось смягчение последствий, и утверждают, что быстрые, строгие меры по уничтожению вируса позволяют быстрее вернуться к нормальной жизни. Противники нулевого COVID утверждают, что «устранить респираторный вирус, такой как SARS-CoV-2, нереально, так же как устранить грипп или обычную простуду». В одном из обзоров было подсчитано, что для того, чтобы достичь нулевого COVID в районе с высоким уровнем инфекций, потребуется три месяца строгой изоляции.

## «Ликвидация» vs. «Смягчение»

Цели «смягчения» последствий включают отсрочку и снижение пиковой нагрузки на здравоохранение (сглаживание кривой) и уменьшение общего числа случаев заболевания и воздействия на здоровье. В отличие от этого, стратегия «нулевого COVID» направлена на полное уничтожение вируса и возвращение к нормальной социальной и экономической деятельности.

Эпидемиологи различают две широкие стратегии реагирования на пандемию COVID-19: смягчение (стратегии «Жить с COVID-19») и ликвидация (стратегия «Нулевая терпимость к COVID-19»).
Стратегии смягчения последствий (также известная как «сглаживание кривой») направлены на снижение роста эпидемии и предотвращение перегрузки системы здравоохранения, но при этом допускают уровень продолжающейся передачи вируса в обществе.
Антипод — стратегия «ликвидации» (широко известная как «нулевой COVID») - направлена на полное прекращение распространения вируса, что рассматривалось как оптимальный способ, позволяющий возобновить нормальную социальную и экономическую деятельность.
По сравнению со стратегией смягчения последствий, ликвидация предполагает более жесткие краткосрочные меры для полного уничтожения вируса, за которыми следуют более мягкие долгосрочные меры для предотвращения возвращения вируса.
После устранения COVID-19, стратегия нулевого COVID требует более строгого пограничного контроля для предотвращения повторной интродукции вируса, более быстрого выявления новых вспышек и лучшего отслеживания контактов для прекращения новых вспышек.
Сторонники стратегии нулевого COVID утверждают, что затраты на эти меры ниже, чем экономические и социальные затраты на долгосрочные меры социального дистанцирования. Также они отрицательно относятся к увеличению смертности людей, которое произошло в результате следования стратегии «сглаженной кривой».
Долгосрочный «путь к идеальному решению» как для стратегии ликвидации, так и для стратегии смягчения последствий зависит от разработки эффективных вакцин и методов лечения COVID-19.

## Меры по ограничению распространения
Подход «нулевой COVID» направлен на предотвращение передачи вируса с использованием ряда различных мер, включая вакцинацию и немедикаментозные вмешательства, такие как отслеживание контактов и карантин. Успешное сдерживание снижает базовое число репродукции вируса ниже критического порога. Различные комбинации мер используются на начальном этапе сдерживания, когда вирус впервые ликвидируют из зараженной области, и на этапе устойчивого сдерживания, когда целью является предотвращение возобновления передачи вируса в сообществе.

### Локдауны
Локдауны включают в себя такие меры, как закрытие неосновных предприятий, самоизоляция и ограничение передвижения. Во время локдаунов правительства часто вынуждены снабжать граждан предметами первой необходимости. Эти меры обычно используются для достижения первоначальной локализации вируса. В Китае для подавления новых вспышек также иногда используются тотальные локдауны целых отдельных районов городов (для высокого уровня риска) с привлечением военных медиков и дронов.

### Карантин для путешественников
Для предотвращения повторного распространения вируса в регионах с нулевым уровнем COVID после достижения первоначальной локализации обычно используется карантин для прибывающих путешественников. Поскольку каждый инфицированный путешественник может стать источником новой вспышки, цель карантина для путешественников — перехватить как можно больший процент инфицированных путешественников.

### Отслеживание контактов, карантин и изоляция
Основная статья: Отслеживание контактов

### Тестирование
Основная статья: Тестирование на COVID-19

### Обследования граждан
Дополнительным инструментом для выявления случаев вне известных цепей передачи является обследования в масштабах всего сообщества, при котором население определенных районов или городов проходит ПЦР-тестирование. В Китае во время вспышек COVID проводится ПЦР-тестирование в масштабах всей общины (квартал, предприятие, район города и т. д.) для выявления инфицированных людей, включая тех, у кого нет симптомов или известных контактов с инфицированными людьми.

## Внедрение политики «Нулевой COVID» по регионам

### Австралия

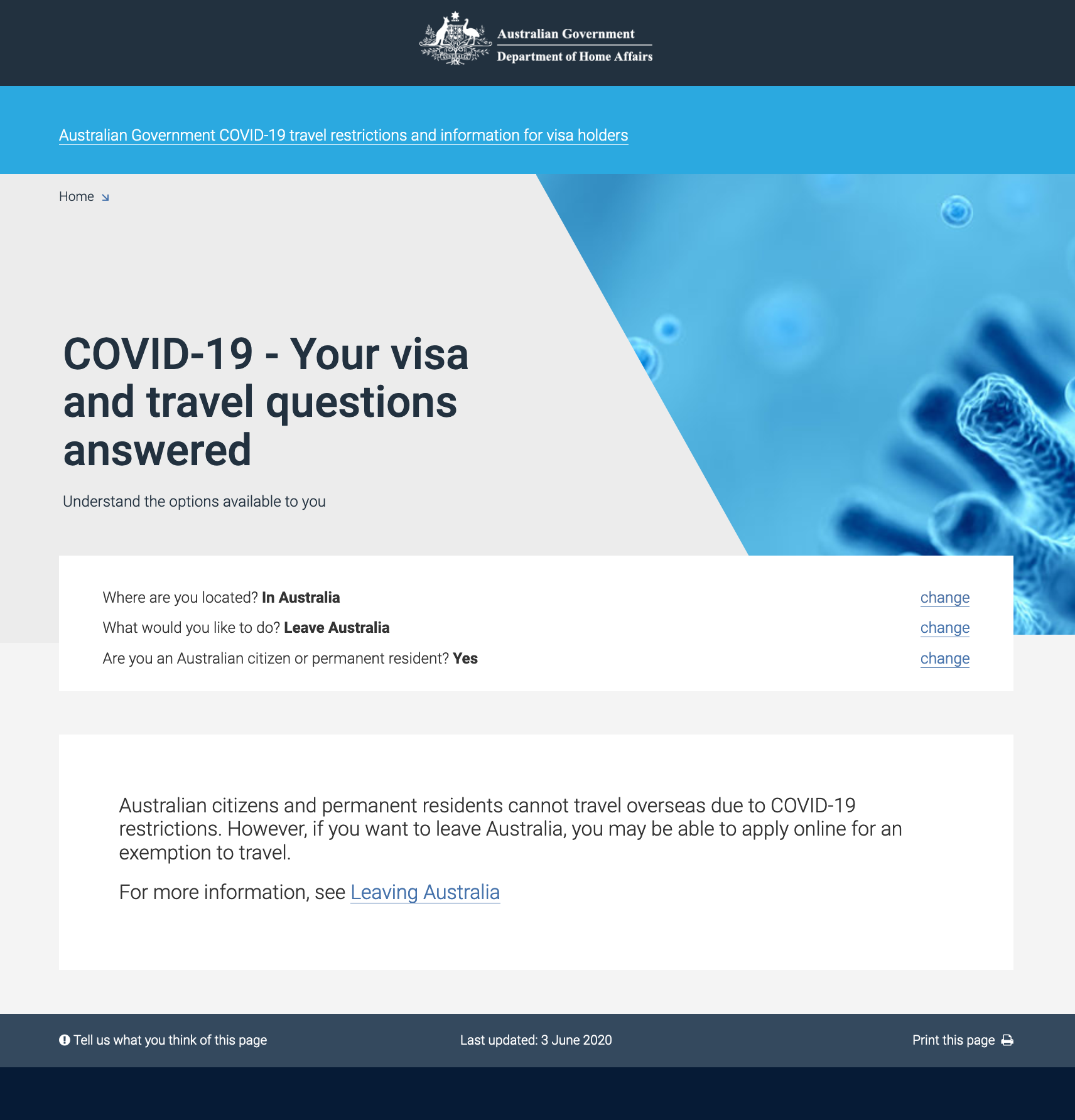
Ограничения на поездки для австралийцев и постоянных резидентов Австралии.

Первый подтвержденный случай заболевания в Австралии был выявлен 25 января 2020 года в штате Виктория, когда у мужчины, вернувшегося из Уханя, провинция Хубэй, Китай, был обнаружен положительный тест на вирус. 18 марта 2020 года была объявлена чрезвычайная ситуация в области биобезопасности человека. Австралийские границы были закрыты для всех нерезидентов 20 марта, а вернувшиеся жители должны были провести две недели в карантинных отелях под наблюдением с 27 марта. Многие отдельные штаты и территории также в той или иной степени закрыли свои границы, причем некоторые оставались закрытыми до конца 2020 года, и продолжали периодически закрываться во время локальных вспышек.
Правила социального дистанцирования были введены 21 марта, и правительства штатов начали закрывать «несущественные организации»."Несущественными организациями" были признаны пабы и клубы, но не были признаны предприятия сфер строительства, производства и розничной торговли.
Во время второй волны (в мае и июне 2020 года) в штате Виктория была введена вторая строгая изоляция с использованием вертолетов и армии для помощи полиции в обеспечении «нулевой изоляции COVID», которая станет нормой, как, например, во время вспышки COVID-19 в Сиднее годом позже. Волна закончилась с нулевым количеством новых случаев заболевания 26 октября 2020 года. Отличительные аспекты этой ответной реакции включали ранние мероприятия по снижению отраженной передачи вируса из других стран, кроме Китая, в конце января и феврале 2020 года; ранний набор большого числа сотрудников для отслеживания контактов; сравнительно высокое доверие населения к правительственным мерам реагирования на пандемию, по крайней мере, по сравнению с США; и позднее использование коротких, интенсивных локдаунов для содействия исчерпывающему отслеживанию контактов при новых вспышках. Международные границы Австралии также оставались в основном закрытыми, а число прибывающих строго контролировалось в течение всего периода пандемии. Австралия пыталась разработать приложение для отслеживания контактов на основе Bluetooth, которое не использует сохраняющую конфиденциальность систему уведомлений об экспозиции, поддерживаемую смартфонами Android и Apple, и хотя эти усилия не были особенно эффективными, приложения для отслеживания контактов на основе QR-кодов стали повсеместно использоваться на предприятиях Австралии.
В июле 2021 года Национальный кабинет министров Австралии обнародовал планы «Жить с COVID-19» и прекратить блокировки и ограничения при высоком уровне вакцинации. В августе 2021 года на фоне вспышек в Новом Южном Уэльсе, Виктории и Австралийской столичной территории премьер-министр Скотт Моррисон признал, что возвращение к «Нулевому COVID» маловероятно. В последующие месяцы каждая австралийская юрисдикция начала реализацию стратегии «Жить с COVID», либо прекратив блокировки, либо добровольно разрешив проникновение вируса через открытые границы.

## Принятие обществом

### Поддержка
Сторонники стратегии «нулевого COVID» утверждают, что ее успешное осуществление сокращает количество необходимых общенациональных локдаунов, что снижаются расходы на здравоохранение и экономику, что она менее затратна для общества, что она уменьшает зависимость от фармацевтических вмешательств, таких как вакцины, и что она повышает качество жизни и продолжительность жизни благодаря меньшему количеству граждан, заразившихся COVID-19.

### Критика
Китайский вирусолог Гуань И раскритиковал меры китайского правительства по нулевому уровню COVID, заявив каналу Phoenix Hong Kong Channel, что если правительство будет продолжать эту политику в отношении малочисленных случаев, пострадает экономика.
Гуань выступал за расширение вакцинации и исследование эффективности отечественных вакцин против новых штаммов.
Другие противники стратегии нулевого COVIDа утверждают, что из-за этой стратегии страдает экономика, что до того, как вакцинация стала массовой, стратегии ликвидации снижали коллективный иммунитет, что нулевой COVID не является устойчивым, и что новые штаммы, такие как вариант Омикрон, настолько заразны, что стратегия нулевого COVID больше не осуществима.
В мае 2022 года генеральный директор Всемирной организации здравоохранения Тедрос Аданом Гебрейесус заявил, что стратегия нулевого COVID уже не рекомендована, исходя из «поведения вируса в настоящее время» и будущих тенденций. Комментарий был зацензурирован в китайском Интернете.Журнал «The Lancet», в основном поддерживающий стратегию нулевого COVIDa до появления менее тяжелых, но более заразных штаммов, также опубликовал статью с подробным описанием проблем, возникших в Китае при ее реализации.
Некоторые страны, которые стремились к политике нулевого COVID, такие как Вьетнам, Сингапур и Австралия, позже решили отказаться от него, ссылаясь на рост числа вакцинаций и более заразные штаммы.

## Протесты в Китае (ноябрь, 2022) и влияние на мир
Студенты собрались на протест 26 ноября и начали скандировать «да здравствует народ», а также включать фонарики на своих телефонах в память о жертвах пожара в Урумчи.
Затем 24 ноября в районе Шуньдэ города Фошань провинции Гуандун произошел инцидент, когда около 8:30 утра толпа людей собралась в пункте тестирования на коронавирус в локальном сообществе Синьчэн микрорайона Лелиу. В китайских социальных сетях появился хештег «давка в Фошане», но его довольно быстро подвегли государственной цензуре. Когда люди начали падать из-за скользкой земли, возникла паника, но сообщается, что никто не пострадал.
Bloomberg пишет, что локдауны в Китае и протесты против них приведут к крупному дефициту iPhone. Сообщается о массовых протестах против локдаунов на предприятии компании Foxconn Technology Group в Чжэнчжоу, которое занимается поставками Pro-версий айфонов. В пиковые часы там работает до 200 тысяч человек.
Несмотря на угрозы властей, китайские студенты из Нанкина и Сианя не побоялись выйти на протесты против государственных локдаунов. «Они хотят свободы слова и передвижения, готовы рисковать и демонстрировать свое недовольство публично. Они подарили надежду миллионам китайцев»- редактор-основатель сайта What’s on Weibo Маня Коетсе.
Китайские протестующие доводят государственную систему цензуры в интернете «до предела». Видео маршей, митингов и столкновений с правоохранительными органами продолжали появляться на китайских сайтах, таких как WeChat и Douyin.

### Реакция политиков других стран
Губернатор Флориды, Рон Десантис, заявил, что «Политика Коммунистической партии Китая „Нулевой COVID“ является драконовской, ненаучной и представляет собой грубое нарушение прав личности. Китайский народ вправе протестовать против маниакального стремления к тотальному контролю над населением, которое является отличительной чертой режима КПК.»

### Промежуточные итоги
По состоянию на 1 декабря 2022 года, после массовых протестов, включающих столкновения демонстрантов с полицией, два крупных города — Гуанчжоу и Чунцин — ослабили COVID ограничения.